# Plaswijckpark
Het Plaswijckpark is een recreatiepark dat is gelegen aan de Bergse Achterplas tussen de wijken Schiebroek en Hillegersberg aan de noordrand van Rotterdam. Het park is eigendom van de Stichting Plaswijckpark. Het staat bekend als een kleinschalig attractiepark voor ouders met kleine kinderen en schoolgroepen.

## Geschiedenis

#### Ontstaan
In 1923 werd het park door de Rotterdamse horeca-ondernemer C.N.A. Loos - bekend van het grand café in het vooroorlogse station Hofplein - opgericht als Paviljoen Plaswijck. Deze tuin met wandelpark omvatte ook een dierenparkje waar onder meer apen en wallabies te zien waren. Het was een succes en de theetuin werd wat later uitgebreid met een rosarium, een speeltuin, een uitkijktoren en een rondvaartboot. Ook waren er roeiboten te huur. Het park was decennialang een van de weinige plekken waar de bewoners van het Oude Noorden van Rotterdam zich in een groene omgeving konden ontspannen.
In 1975 kwam het voortbestaan van Plaswijckpark in gevaar. De belangstelling nam af en de inkomsten uit entreegelden waren onvoldoende. Dankzij het toekennen van een structurele jaarlijkse subsidie door de gemeente Rotterdam werd sluiting voorkomen. Sinds 2003 beschikt het park over een dierentuinvergunning. In 2013 werd deze bijdrage beëindigd. Wel werd in dat jaar nog een investeringssubsidie verstrekt om als slechtweeraccommodatie een overdekte speeltuin te kunnen bouwen.

#### Vogelgriep
Bij een aantal watervogels in het Plaswijckpark werd in november 2016 het vogelgriep type H5N8 vastgesteld. De vogels werden gedood en het dierengedeelte van het park werd enige tijd gesloten voor bezoekers.

#### Brand 2021

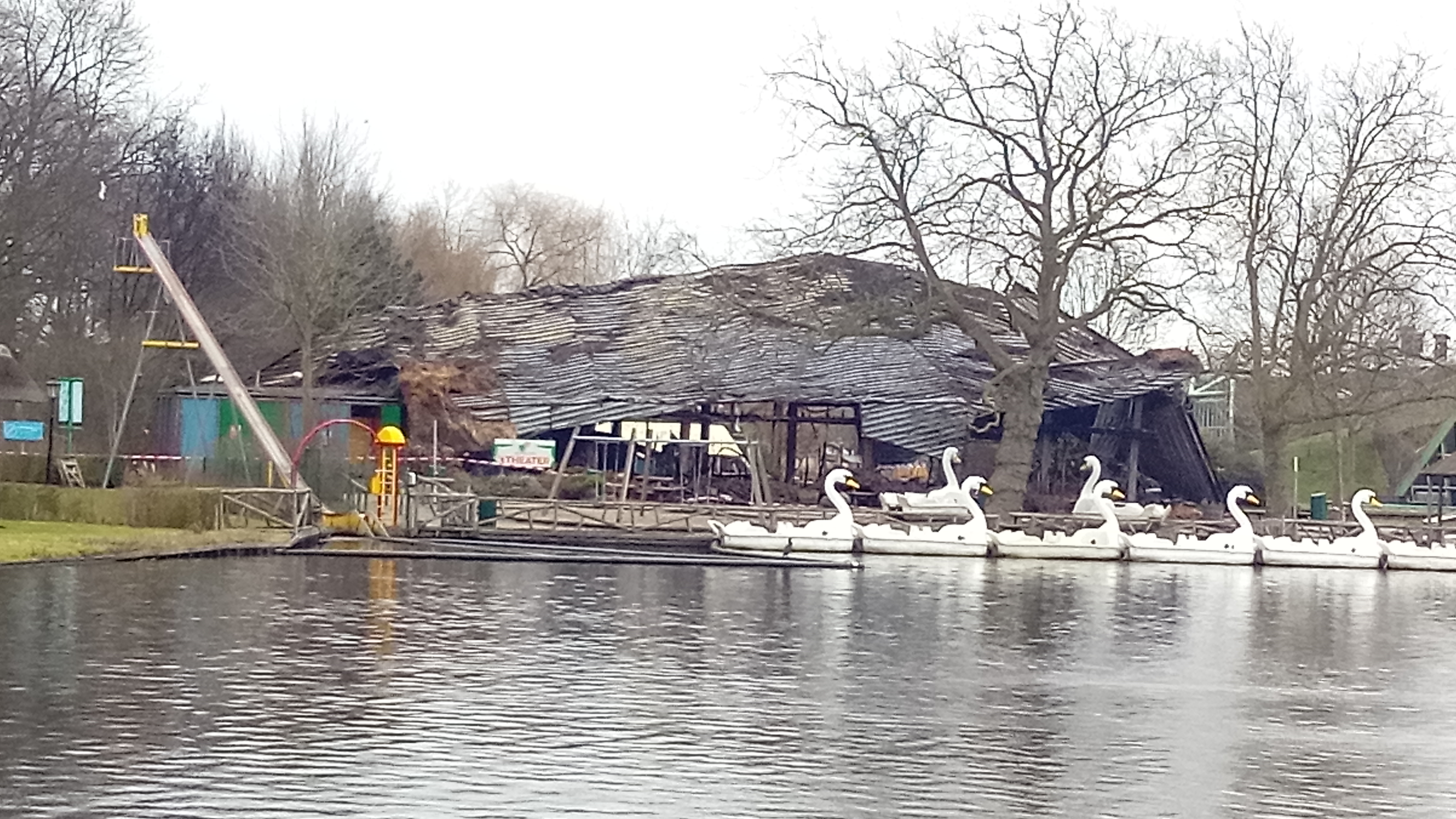
Het afgebrande gebouw.

Op 27 januari 2021 woedde er een grote brand op het park. Het theater, een gebouw met een rieten dak, ging volledig verloren. De brand was mogelijk aangestoken, op het social media platform Snapchat ging een filmpje rond waaruit dat zou blijken.

## Park met drie Wijcken

### Dierenwijck
Plaswijckpark telt 46 verschillende diersoorten (juli 2016).

#### Zoogdieren
- alpaca
- beverrat
- bonte maki
- cavia
- dahomeydwergrund
- damhert
- dexterrund
- edelhert
- Europese lynx

- gekuifde kapucijnaap
- Göttinger minivarken
- hangoordwerg
- kleinklauwotter
- mara
- moeflon
- neusbeer
- Nederlands melkrund
- ouessantschaap

- prairiehond
- rode neusbeer
- rode vos
- stokstaartje
- Tasmaanse bennettwallaby
- Vlaamse reus
- wolvarken

#### Vogels
- bahamapijlstaart
- bergeend
- bielefelder
- boerengans
- bosuil
- brahma
- Canadese gans
- Europese oehoe

- grauwe gans
- Indische loopeend
- kerkuil
- mandarijneend
- ooievaar
- peposaka-eend
- ransuil
- roodschoudertaling

- sikkeleend
- smaragdeend
- wilde eend
- wilde zwaan
- witte kwaker
- zijdehoen
- zwarte ibis
- zwarte zwaan

### Wandelwijck
Met onder andere Rondvaart, Engelse tuin, Kabelbaan, Draaimolen, Spookzolder en Boemeltrein

### Speelwijck
Met onder andere Ravotplein, (Mini) Speeltuin en Haven speeltuin, Klauterop, Trekvlot, (Mini) Verkeerstuin, Binnenspeelhuis en Natuurpad

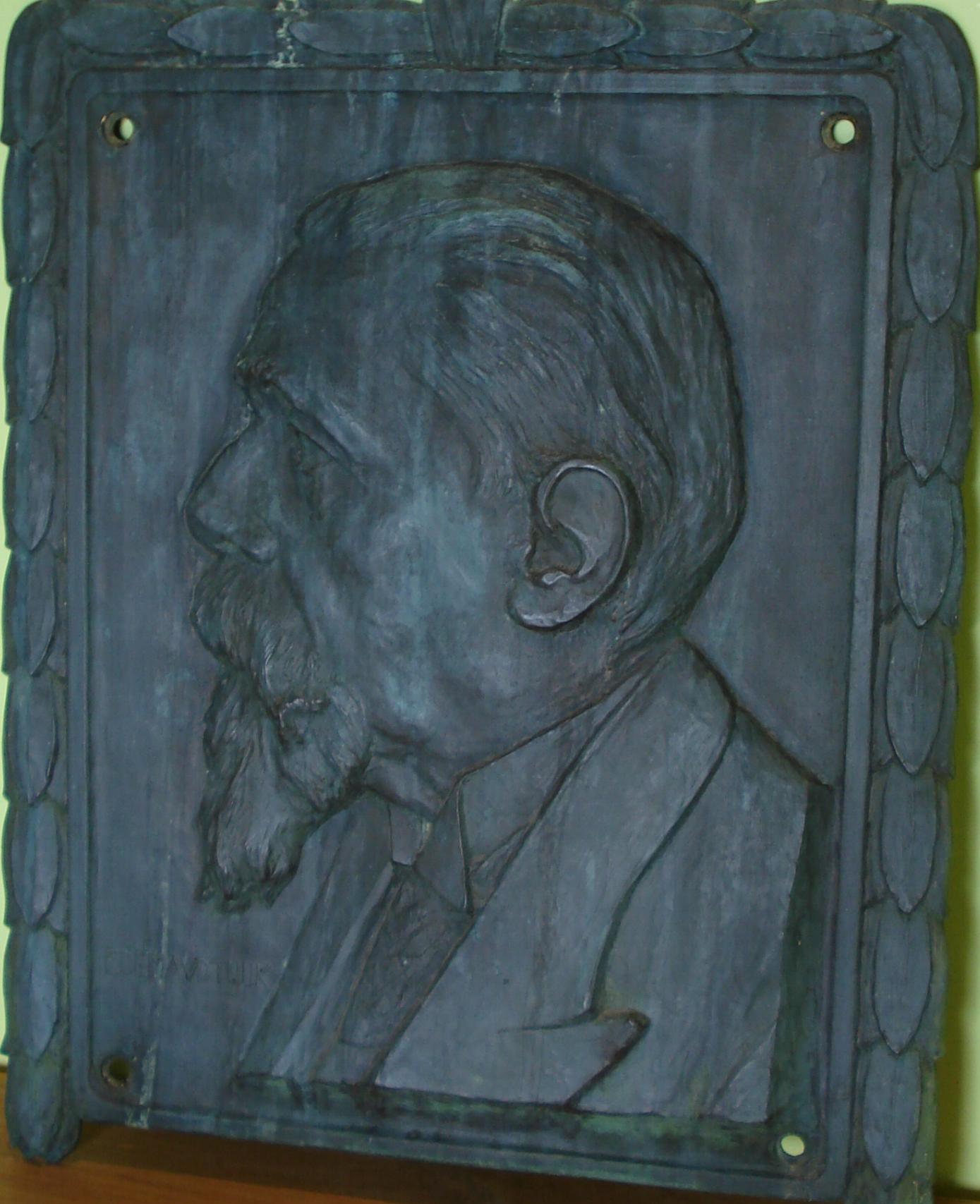
Oprichter C.N. A. Loos
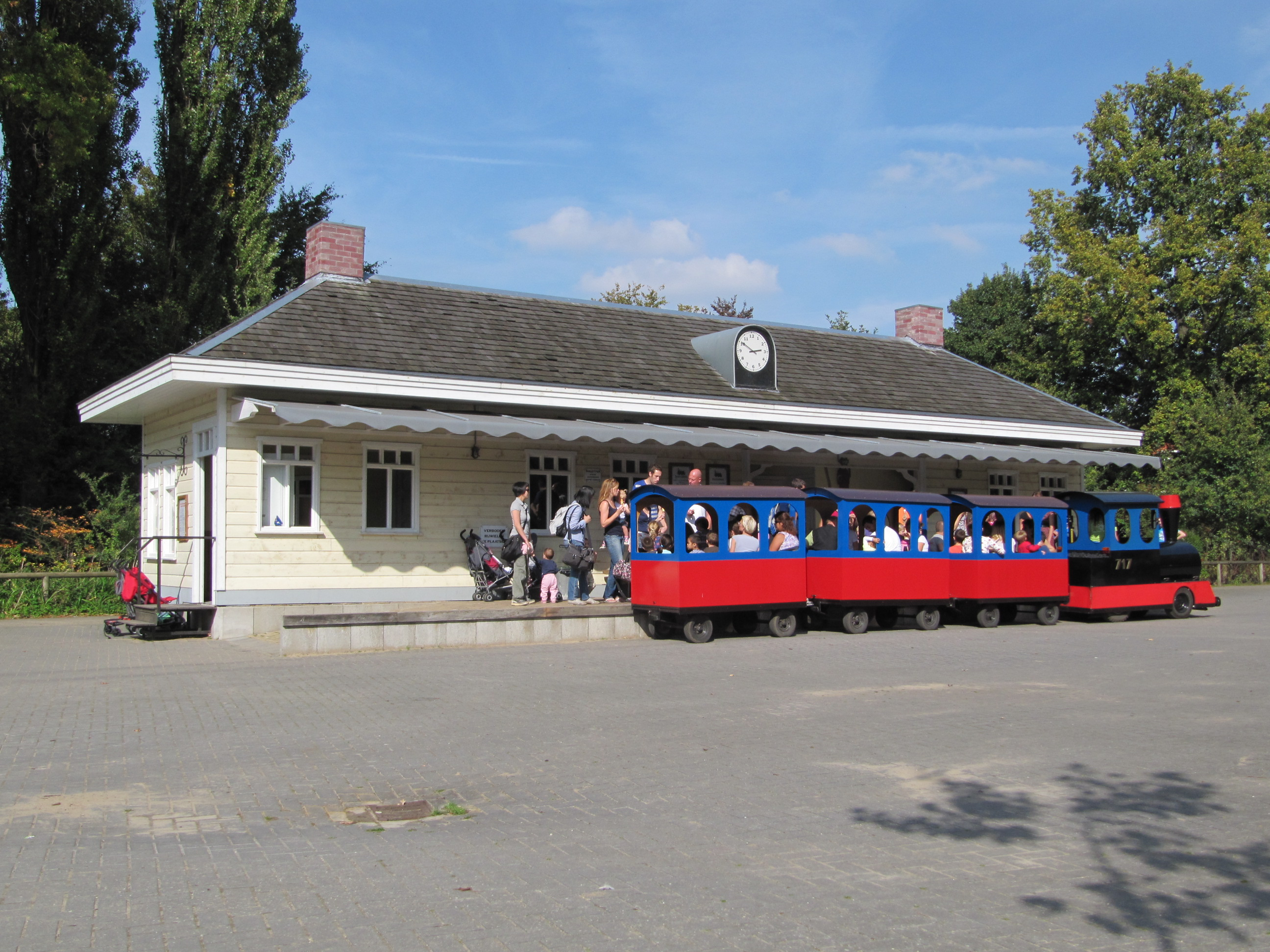
'Station'
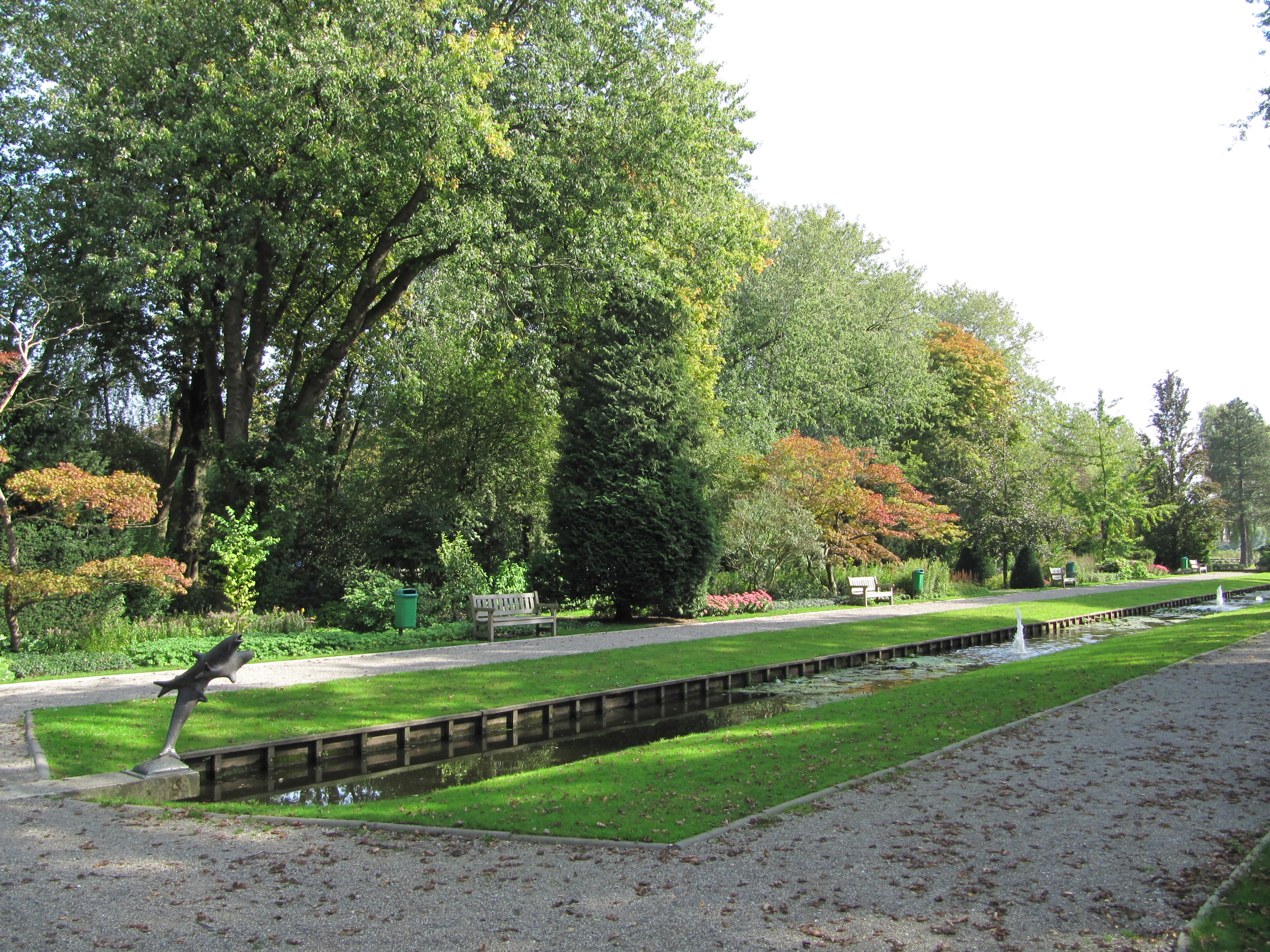
Wandelpark